# 織田信任
織田 信任（おだ のぶただ）は、江戸時代後期の旗本。通称は主計。

## 生涯
高家旗本・織田信恭の子として誕生した。安政2年（1855年）8月5日、家督を相続する。高家職に就くことなく、表高家衆として過ごした。
慶応4年（1868年）2月12日、明治新政府に対して領内の近江国神崎郡河合寺村移住を願う。同年4月、上洛する。同年7月、明治新政府の許可を受けて、河合寺村に移住する。同年11月、中大夫（旧高家衆）の東京在住命令に対し、病気を理由に延期を願う。明治2年（1869年）1月、病気を理由に信任本人に代わり、養子栄太郎の東京移住を願うものの不許可となり、同年2月、領内の治安維持などを理由に京都における奉仕を願うものの、同様に不許可となる。
明治3年（1870年）9月、名前を弘（ひろむ）と改める願書を提出した。同年、東京への移住願いを提出する。明治4年（1871年）5月3日、元家臣の逆恨みに遭い、妻子（栄太郎を除く）ともに殺害された。同年5月7日、元家臣は捕えられて、死罪を命じられる。

## 系譜
- 父：織田信恭
- 母：不詳
- 妻：不詳
  - 男子：織田信継 - 嘉平、旗本水上二兵衛の養子となり、嘉平次に改名。
- 養子
  - 男子：織田信吉 - 栄太郎、明治21年（1888年）5月、東本願寺で得度・出家し、明澄と号した。東京に戻り、浅草・宗恩寺の住職となった。